# Ernte-Tänze
Ernte-Tänze (Skördedanser), op. 45, är en vals av Johann Strauss den yngre. Den spelades första gången den 26 juli 1847 i samband med en kyrkofest.

## Historia
De många kyrkofesterna som anordnades i Wiens många stadsdelar gav emellanåt Johann Strauss den yngre tillfällen att bidraga med musik. Ett sådant firande var "Brigitta-Kirchtag", en årlig kyrkofest som hölls i stadsdelen Brigittenau. Strauss bidrag till festen var valsen Ernte-Tänze (på klaverutdragets titelsida felaktigt stavat som Erndte-Tänze), vilket passade bra då sommaren 1847 hade varit gynnsam och givit en bra skörd. Trots att valsen var utlovad till den 25 juli, själva 'Brigitta-Kirchtag', så blev det först på festens andra dag den 26 juli som valsen hade premiär. 

## Om valsen
Valsen var i stil med den avlidne men ännu populäre Joseph Lanner.
Speltiden är ca 7 minuter och 12 sekunder plus minus några sekunder beroende på dirigentens musikaliska tolkning.

## Weblänkar
- Dynastin Strauss 1847 med kommentarer om Ernte-Tänze.
- Ernte-Tänze i Naxos-utgåvan.